# Lipová-lázně
Lipová-lázně (do roku 1960 Dolní Lipová, německy Nieder Lindewiese, Nieder-Lindewiese, Niederlindewiese) je obec v okrese Jeseník v Olomouckém kraji. Žije zde přibližně 2 000 obyvatel.
Obec je charakteristická svým netypickým názvem. Za samotné pojmenování sídla je spojovníkem připojeno obecné jméno popisující jeho charakter. Podobně tvořený název mají dále tyto obce či jejich části: Brno-město, Kaplice-nádraží, Mšené-lázně, Pačejov-nádraží a Ústí nad Labem-centrum.

## Historie
O první písemné zmínce o obci nepanuje jednotný názor: nepochybně je písemně zmíněna v tzv. Liber fundationis vratislavských biskupů z doby kolem roku 1290, dřívější zmínky (z listin z let 1257, 1284) se zřejmě vztahují k obci Lipowa poblíž polské Nisy. V té době se nazývala Lynda, což odpovídá německému Linde, lípa.
Od první zmínky patřila ves vratislavskému biskupství, nejpozději od roku 1420 v rámci frývaldovského panství, které však bylo od 14. do poloviny 16. století často zastavováno jiným držitelům. V uvedeném roce měla vesnice 60 lánů, poté však na dlouhou dobu z pramenů mizí a zřejmě stejně jako řada obcí v okolí zpustla a byla obnovena až novou kolonizační aktivitou vratislavských biskupů v polovině 16. století pod názvem Lipová (něm. Lindewiese). Přívlastek „Dolní“ se začal používat až po vzniku Horní Lipové v 17. století. Od té doby je doloženo i zdejší fojtství.
Z obce nejsou zaznamenány potíže s rekatolizací ani škody za třicetileté války. Dotkly se jí však čarodějnické procesy probíhající v Jeseníku v letech 1622–1684, při nichž skončilo na hranici postupně osm lipovských žen, ale roku 1651 též osmiletý chlapec.
Tato typická lánová kolonizační ves byla od počátku zemědělským zázemím Jeseníku a s Českou Vsí byla největší vsí frývaldovského panství. Od 16. století (kdy se klimatické podmínky stávaly zemědělství nepříznivějšími) nabývají významu těžba a zpracování dřeva – Dolní Lipová byla mimo jiné proslulá svými řezbáři, pastevectvím, vesnickými řemesly, těžbou a zpracováním mramoru, dolováním a pálením vápna.
V Dolní Lipové byl již nejpozději roku 1638 kostelík sv. Kateřiny. V letech 1787–1788 však byl postaven nový klasicistní kostel s (pro Slezsko velmi netypickým) zasvěcením sv. Václavu. Jeho stavba se připisuje podnětu císaře Josefa II., který tudy projížděl roku 1779 a zasazoval se o rozvoj této pohraniční oblasti. Současně byla u kostela zřízena rovněž římskokatolická fara (1785) a škola (1786).
V 19. století se obec rozvíjela v souvislosti s rozmachem průmyslu v Jeseníku a okolí, stavbou železnice (1888), ale také lázeňstvím – v roce 1837 začal Johann Schroth s léčbou v Lázních Dolní Lipová.
V meziválečném období se v dosud ryze německé obci utvořila poměrně početná česká menšina. Mnoho obyvatel pracovalo v průmyslových závodech v Jeseníku a právě u viaduktu v Dolní Lipové skončila střelbou do demonstrujících dne 25. listopadu 1931 Frývaldovská stávka. Obsazení pohraničí Německem v říjnu 1938 vedlo k odchodu většiny českých obyvatel, po roce 1945 bylo odsunuto naopak německé obyvatelstvo. Patronát nad ním převzala roku 1986 obec Oberstaufen v Allgäu, kde se dodnes provozuje léčba Schrothovou metodou.
Dosídlení obce bylo jen pozvolné a problematické, přesto však – díky blízkosti Jeseníku a možnosti zaměstnání v lázeňství a cestovním ruchu – nakonec úspěšné a od 70. let zažívá obec nový rozvoj. Již roku 1947 byla zřízena dosud existující učňovská škola. V roce 1960 byla dosavadní obec Dolní Lipová sloučena s Horní Lipovou, zmenšenou o osadu Ramzová, a společným názvem nové obce se stalo Lipová-lázně. V současnosti je obec Lipová-lázně významným turistickým centrem s více než 100 penziony, hotely, chatami a jinými ubytovacími zařízeními.
Lipová-lázně je členem Mikroregionu Jesenicko, svazku obcí vzniklého v roce 1999. Obec je také od roku 1993 členem Sdružení měst a obcí Jesenicka (SMOJ), které tvoří obce okresu Jeseník, a od roku 1997 Euroregionu Praděd.
U Dolní Lipové se nacházela osada Miroslav (něm. Friedenshau), kde bylo roku 1930 6 domů a 24 obyvatel. Osada po roce 1945 zanikla a dnes je zde stejnojmenný lyžařský areál.

### Správní vývoj
Správní příslušnost Lipové-lázní od roku 1848
- 1848 vévodství slezské, kraj opavský, Nisské knížectví, panství Frývaldov
- od 1. ledna 1850 do roku 1855 vévodství slezské, politický okres Frývaldov, soudní okres Frývaldov
- od roku 1855 do roku 1868 vévodství slezské, smíšený okres Frývaldov
- od roku 1868 do 30. listopadu 1928 vévodství slezské / země slezská, politický okres Frývaldov, soudní okres Frývaldov
- od 1. prosince 1928 do 31. ledna 1949 země moravskoslezská, politický okres Frývaldov (od 1947 Jeseník), soudní okres Frývaldov (od 1947 Jeseník)
  - kromě: od 1. října 1938 do května 1945 „sudetoněmecká území“, od 15. dubna 1939 jako říšská župa Sudety / Reichsgau Sudetenland; (od 1. května 1939) vládní obvod Opava / Regierungsbezirk Troppau; (od 20. listopadu 1938) Landkreis Freiwaldau, Amtsgericht Freiwaldau
  - od 31. května 1945 Slezská expozitura země Moravskoslezské
- od 1. ledna 1949 do 30. června 1960 Olomoucký kraj, okres Jeseník
- od 1. července 1960 do 31. prosince 1995 Severomoravský kraj, okres Šumperk
- od 1. ledna 1996 do 31. prosince 1999 Severomoravský kraj, okres Jeseník
- od 1. ledna 2000 Olomoucký kraj, okres Jeseník

## Přírodní poměry
Obec Lipová-lázně sousedí na severu s obcemi Česká Ves, Vápenná a Skorošice, na jihozápadě s obcí Ostružná, na jihovýchodě s obcí Bělá pod Pradědem a na východě s městem Jeseník. Na západním okraji katastru se bodově dotýká státní hranice s Polskem. Je vzdálena čtyři kilometry západně od Jeseníku a 41 kilometrů severně od Olomouce.
Geomorfologicky patří Lipová-lázně k provincii Česká vysočina, subprovincii krkonošsko-jesenické, oblasti jesenické, na rozhraní geomorfologického celku Rychlebské hory (podcelky Hornolipovská hornatina a Sokolský hřbet) a geomorfologického celku Hrubý Jeseník (podcelek Keprnická hornatina). Nejvyšším vrcholem v severní části patřící k Rychlebským horám je Smrk (1125 metrů), dále též Studený (1042 metrů), Klín (983 metrů), Kopřivný (823 metrů), Smrčník (799 metrů), Strážný (728 metrů), na jižní, hrubojesenické straně je to Šerák (1351 metrů), dále např. Mračná hora (1272 metrů), Obří skály (1082 metrů).
Území Lipové-lázní patří do povodí Odry, resp. Kladské Nisy. Hlavním tokem je na východ tekoucí potok Staříč pramenící pod horou Smrk, který přijímá řadu menších toků, zejména zleva Ramzovský potok s Vražedným potokem.
Území obce pokrývá z necelých 18 % zemědělská půda (3 % orná půda, 13,5 % louky a pastviny) a z 75,5 % les.

## Obyvatelstvo
| Rok            | 1869  | 1880  | 1890  | 1900  | 1910  | 1921  | 1930  | 1950  | 1961  | 1970  | 1980  | 1991  | 2001  | 2011  | 2021  |
| -------------- | ----- | ----- | ----- | ----- | ----- | ----- | ----- | ----- | ----- | ----- | ----- | ----- | ----- | ----- | ----- |
| Počet obyvatel | 3 594 | 3 864 | 4 131 | 4 326 | 4 559 | 4 203 | 4 844 | 2 569 | 2 706 | 2 389 | 2 408 | 2 497 | 2 542 | 2 247 | 1 968 |
| Počet domů     | 482   | 546   | 547   | 571   | 621   | 638   | 734   | 613   | 492   | 489   | 502   | 555   | 593   | 648   | 653   |

V obci Lipová-lázně je evidováno 817 adres: 704 čísla popisná (trvalé objekty) a 113 čísel evidenčních (dočasné či rekreační objekty). Při sčítání lidu roku 2001 zde bylo napočteno 593 domů, z toho 527 trvale obydlených.
Počet obyvatel Lipové-lázní podle sčítání nebo jiných úředních záznamů:
Část obce Lipová-lázně (dřívější Dolní Lipová)
| Rok            | 1806  | 1836  | 1869  | 1880  | 1890  | 1900  | 1910  | 1921  | 1930  | 1939  | 1947  | 1950  | 1961  | 1970  | 1980  | 1991  | 2001  | 2011  | 2021  |
| -------------- | ----- | ----- | ----- | ----- | ----- | ----- | ----- | ----- | ----- | ----- | ----- | ----- | ----- | ----- | ----- | ----- | ----- | ----- | ----- |
| Počet obyvatel | 1 609 | 2 087 | 2 209 | 2 431 | 2 621 | 2 854 | 3 109 | 2 916 | 3 398 | 3 290 | 2 046 | 1 964 | 2 087 | 1 958 | 2 045 | 2 148 | 2 178 | 1 926 | 1 655 |
| Počet domů     | —     | —     | 296   | 332   | 336   | 360   | 401   | 418   | 497   | —     | —     | 430   | 492   | 378   | 394   | 430   | 454   | 496   | 502   |

1. ↑  z toho: 293 Čechoslováků, 3 008 Němců; 3 212 řím. kat., 29 evang., 9 čsl., 9 izrael., 78 bez vyzn.
2. ↑  včetně Bobrovníka
3. ↑  včetně Bobrovníka

V Lipové-lázních (Dolní Lipové) je evidováno 568 adres: 551 číslo popisné (trvalé objekty) a 17 čísel evidenčních (dočasné či rekreační objekty). Při sčítání lidu roku 2001 zde bylo napočteno 454 domů, z toho 427 trvale obydlených.

### Církevní správa
Z hlediska římskokatolické církevní správy spadá Lipová-lázně do farnosti Lipová-lázně (u kostela sv. Václava), která patří do děkanátu Jeseník diecéze ostravsko-opavské.
Evangeličtí věřící patří k farnímu sboru v Jeseníku. Věřící Československé církve husitské patří k náboženské obci v Jeseníku. V Jeseníku se nachází rovněž farnost pro pravoslavné věřící, jejíž součástí je také (jako filiálka) kaple Proměnění Páně a svatého Nektaria Eginského, nacházející se v Lipové-lázních v místní části Horní Lipová.

## Obecní správa

### Části obce
- Lipová-lázně (k. ú. Dolní Lipová)
- Bobrovník (k. ú. Dolní Lipová)
- Horní Lipová (k. ú. Horní Lipová)

### Obecní symboly
Znak a vlajka byly obci uděleny rozhodnutím předsedy Poslanecké sněmovny Parlamentu České republiky dne 4. června 1998.

## Doprava
Lipovou-lázněmi vede železniční trať Šumperk–Krnov. V obci jsou na této trati stanice a zastávky Horní Lipová, Lipová Lázně a Lipová Lázně zastávka. Ve stanici Lipová Lázně začíná rovněž regionální železniční trať Lipová Lázně – Javorník ve Slezsku. Na území obce, poblíž Jeskyně Na Pomezí, je ještě zastávka této trati s názvem Lipová Lázně jeskyně.
Obcí prochází silnice I/60 z Jeseníku směrem na Vápennou, Žulovou, Javorník a dále na státní hranici, odkud pokračuje jako silnice 382 do polského Pačkova. Z ní v Lipové odbočuje silnice II/369 směrem na Ostružnou, Brannou a Hanušovice.

## Školství
V obci se nachází mateřská škola a základní škola nižšího i vyššího stupně (1.–9. ročník) a odborné učiliště s praktickou školou, založené roku 1947.

## Pamětihodnosti

### Kulturní památky

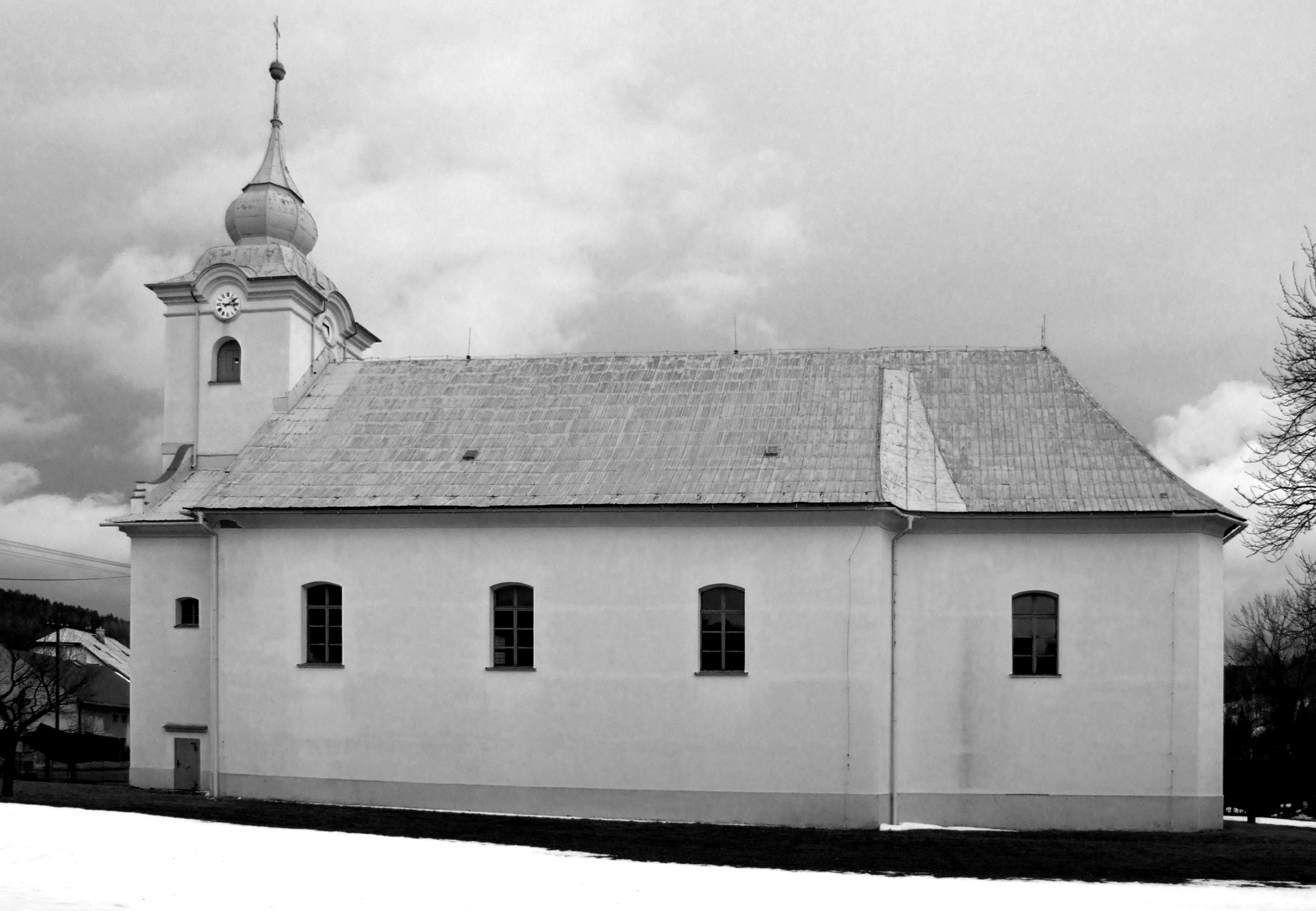
Kostel svatého Václava

- Lázně Dolní Lipová, soubor lázeňských staveb z doby kolem roku 1900, pomníkem zakladatele Johanna Schrotha (1870) a bustou Emanuela Schrotha (1894)[21]
- římskokatolický farní kostel svatého Václava, klasicistní z let 1787–1788[21][22]
- Pomník obětem frývaldovské stávky z roku 1961, od Rudolfa Doležala (kulturní památka, do roku 1995 národní kulturní památka)[21][23]
- Hrob a pomník Rudolfa Haukeho, jednoho z padlých ve Frývaldovské stávce, na místním hřbitově, postavený roku 1931 (kulturní památka)[24]
- Hrob Johanna Schrotha, zakladatele zdejších lázní, a jeho rodiny
- Hospoda Na rychtě, bývalé fojtství (šoltézství), budova postavená kolem roku 1800 v přechodovém barokně-klasicistickém stylu (kulturní památka)[25]
- pomník J. W. Goetha a J. Haydna v obecním parku, z roku 1932

### Přírodní památky
- Jeskyně Na Pomezí u silnice v sedle směrem na Javorník
- Louka Na Miroslavi
- Rašeliniště na Smrku
- několik památných stromů:
  - Frývaldovská lípa[26]
  - jasan ztepilý za kostelem[27]
  - jírovec maďal (kaštan) u cesty do Miroslavi[28]
  - smrk ztepilý u obrázku v Miroslavi[29]

Na území Horní Lipové zasahují i:
- Chráněná krajinná oblast Jeseníky
- Ptačí oblast Jeseníky (pro jeřábka lesního a chřástala polního)
- Evropsky významná lokalita Rychlebské hory – Sokolský hřbet

## Významní rodáci
- Robert Jung[30] (1935–2015), německý hudební producent, textař, hudební skladatel a zpěvák